# Uxbridge
Uxbridge este un oraș din cadrul regiunii Londra Mare, Anglia, situat în vestul aglomerației londoneze. Uxbridge aparține din punct de vedere administrativ de burgul londonez Hillingdon.